# Wet Season
Wet Season (chinês: 热带 雨) é um filme de drama de 2019 dirigido por Anthony Chen e estrelado por Yeo Yann Yann e Koh Jia Ler. Foi lançado em 28 de novembro de 2019 em Singapura.
É o segundo longa-metragem de Chen depois de Quando Meus Pais Não Estão em Casa de 2013, pelo qual ganhou a Caméra d'Or no Festival de Cannes. Wet Season recebeu seis indicações ao Golden Horse Awards, incluindo melhor filme, melhor diretor e melhor atores coadjuvantes para Koh Jia Ler e Yang Shi Bin. Ganhou o prêmio de melhor atriz principal para Yeo Yann Yann. O filme foi selecionado como representante de Singapura ao Oscar de melhor filme internacional na sua 93º Edição.

## Elenco
- Yeo Yann Yann como Ling
- Koh Jia Ler como Wei Lun
- Christopher Lee como Andrew
- Yang Shi Bin como Sogro

## Recepção da crítica
No Rotten Tomatoes, Wet Season tem uma classificação de 86% com base em 14 avaliações, com uma classificação média de 7,58/10.
Jordan Mintzer, do The Hollywood Reporter, elogiou o filme por retratar a decapitada divisão de classes de Cingapura, as questões sociais e as performances dos dois protagonistas. Mas ele criticou seu ritmo com a relação de Wei Lun e Ling, dizendo que "o filme leva seu precioso tempo para chegar lá".
Escrevendo para o Screen Daily, Allan Hunter destacou a força do diretor no "tratamento delicado de relacionamentos complexos" e falou sobre as camadas extravagantes que os personagens de Wei Lun e Ling têm um com o outro. Alissa Simon da Variety deu uma crítica positiva, destacando as questões sociais e temas maduros, bem como a cinematografia e a trilha sonora de Sam Care.